# Adolph Reuss
Adolph Reuss (Frankfurt am Main, 28 de novembro de 1804 — 7 de maio de 1878) foi um médico e zoólogo germano-americano, conhecido por seu trabalho nas áreas de herpetologia e aracnologia.
Ele estudou na Universidade de Göttingen, ganhando seu doutorado em medicina em 1825. Após a graduação, ele atuou como médico em Frankfurt, também se envolvendo com a pesquisa zoológica no Museu Senckenberg. Mais tarde, ele emigrou para os Estados Unidos, onde, em 1834, comprou uma fazenda de 200 acres perto de Shiloh, Illinois. Na zona rural de Illinois, ele trabalhou como fazendeiro e, nesse ínterim, manteve uma prática médica bem-sucedida. No momento de sua morte, sua propriedade havia crescido para 450 acres de terra.
Desde 1829, ele era um membro do Senckenbergische Naturforschende Gesellschaft, e em setembro de 1856, ele se tornou um membro correspondente da Academia de Ciências da St. Louis. Enquanto trabalhava no Museu Senckenberg em Frankfurt, ele editou uma coleção de manuscritos no campo da aracnologia que foi um catalisador para a primeira publicação em Senckenberg (Museum Senckenbergianum).
Ele descreveu uma série de espécies herpetológicas, como Enhydris alternans, às vezes referida como "cobra d'água de Reuss".

## Publicações
- "Dissertatio inauguralis anatomico-physiologica de systemate lentis crysallinae [sic] humanae", 1825 (dissertação).
- Zoologische Miscellen. Reptilien. Ophidier, 1833 - Miscelânea zoológica; Répteis, cobras.
- Zoologische Miscellen : Arachniden, 1834 - Miscelânea zoológica; Aracnídeos.
- Zoologische Miscellen / Saurier, Batrachier Museum senckenbergianum, 1834 - Miscelânea zoológica; Lagartos, anfíbios.[4]